# Renault Clio II
| Sterne im Euro-NCAP-Crashtest (2000) |

Als Renault Clio II (Typ B) wird die zweite Generation des Kleinwagen Clio von Renault bezeichnet.

## Modellgeschichte
Im September 1998 wurde die zweite Generation des Clio eingeführt, dessen interne Bezeichnung Clio B lautet.
Ab Anfang 2000 war der erste Renault Clio Sport mit einem 2.0-l-16V-Motor und 169 PS erhältlich. Damit setzte Renault die lange Tradition sportlicher Kleinwagen wie dem R5 Turbo (Backenturbo) oder dem Renault Clio Williams (Clio Typ 57) fort.

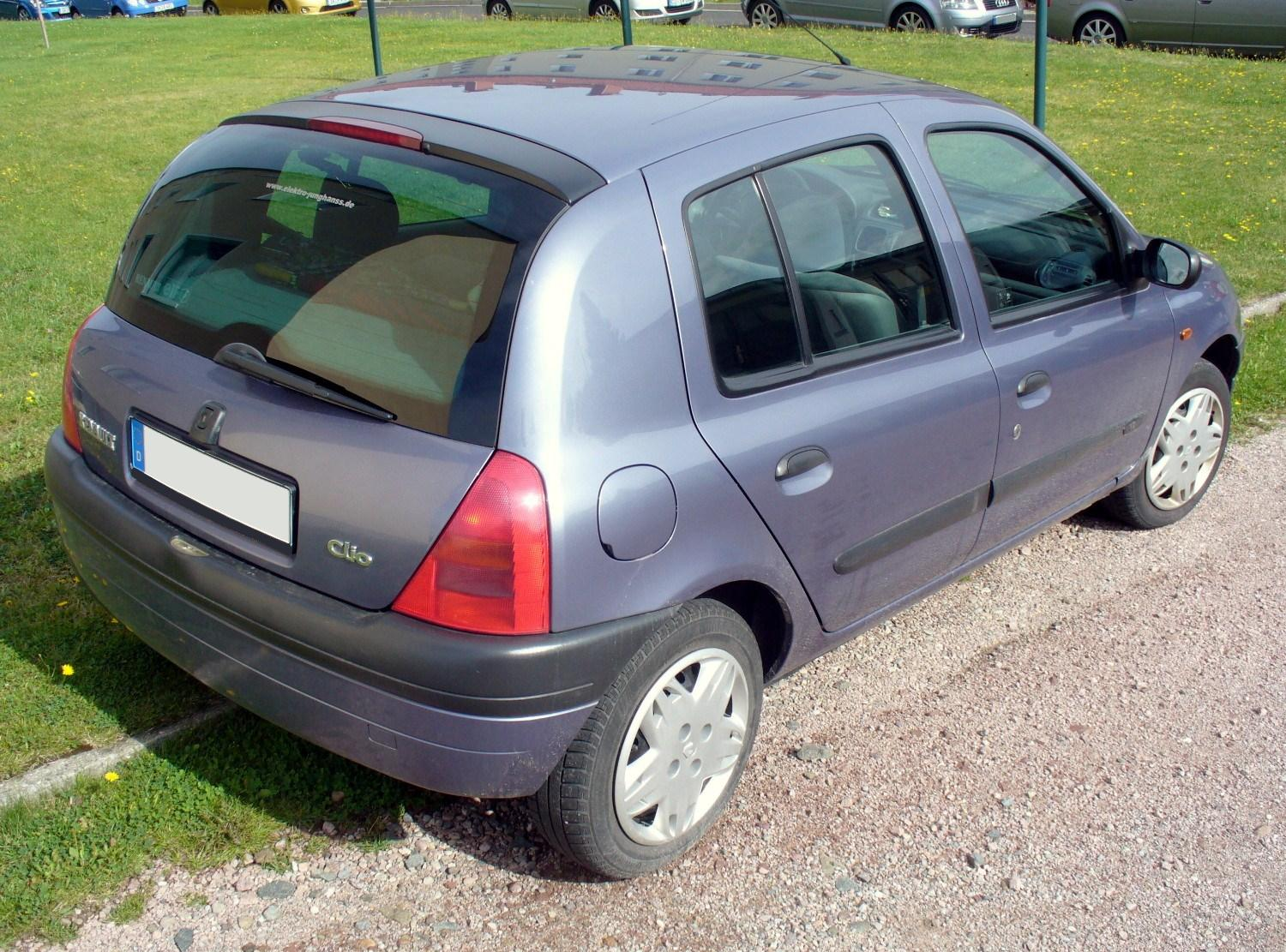
Heckansicht
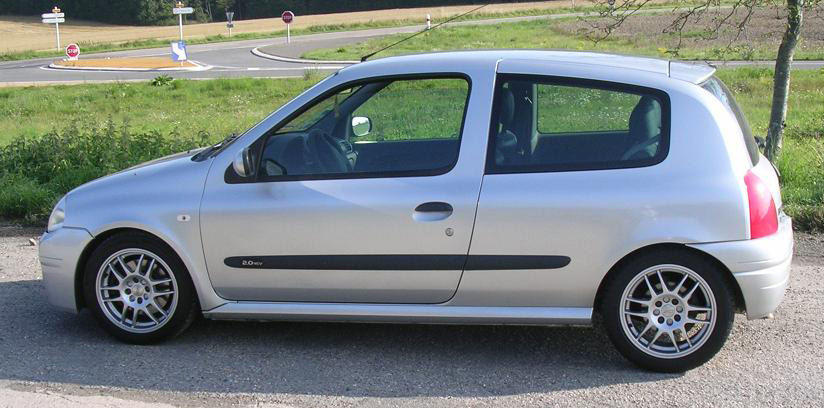
Renault Clio Sport (2000–2001)

### Modellpflege
Auch hier wurde die Generation durch mehrere Überarbeitungen in fünf Phasen unterteilt:
Im Juni 2001 erfolgte das erste Facelift (Clio B Phase II genannt), das vor allem an den dynamischer gestalteten Frontscheinwerfern, neuen Rückleuchten und einer hochwertigeren Innenausstattung erkennbar war.

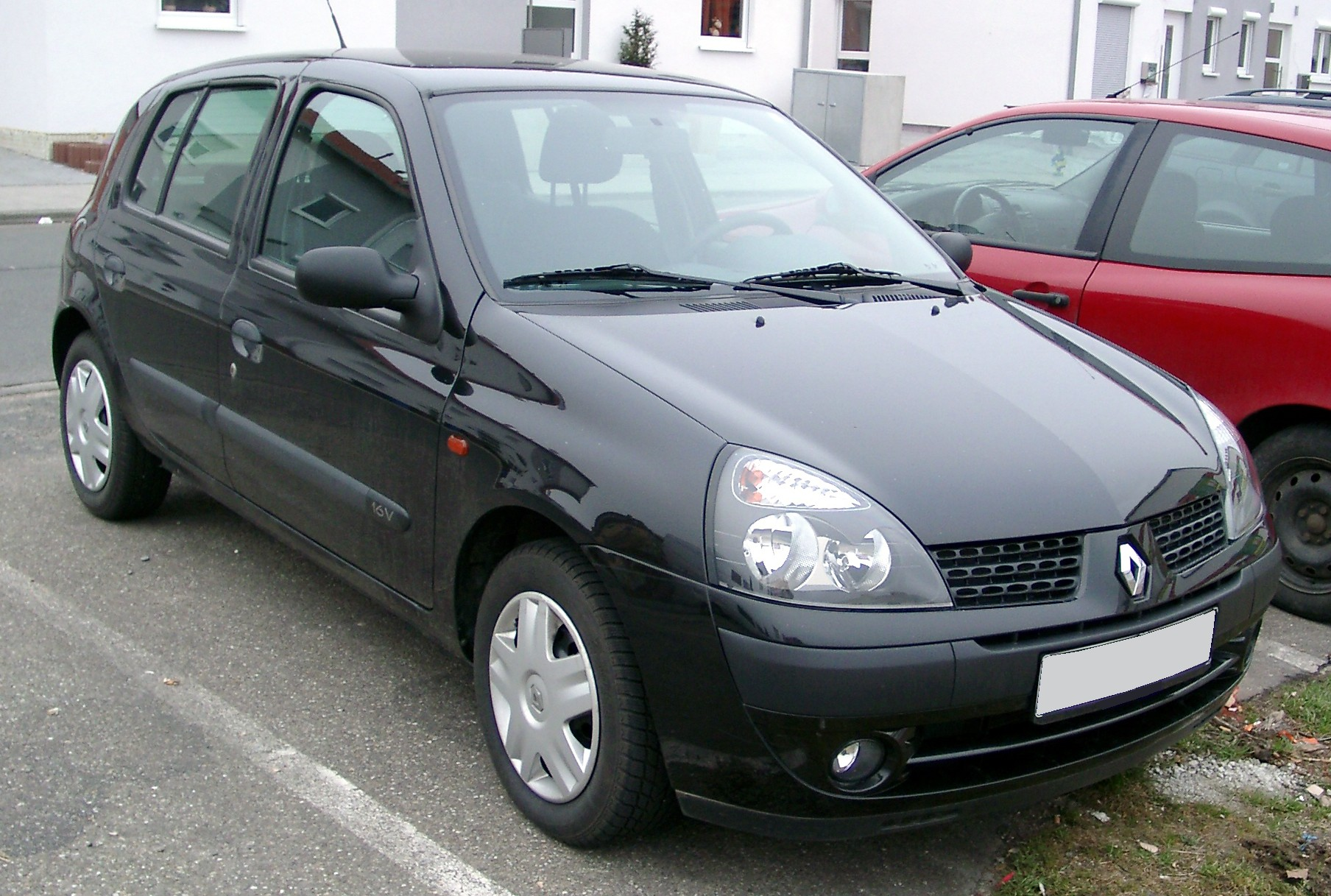
Renault Clio (2001–2003)
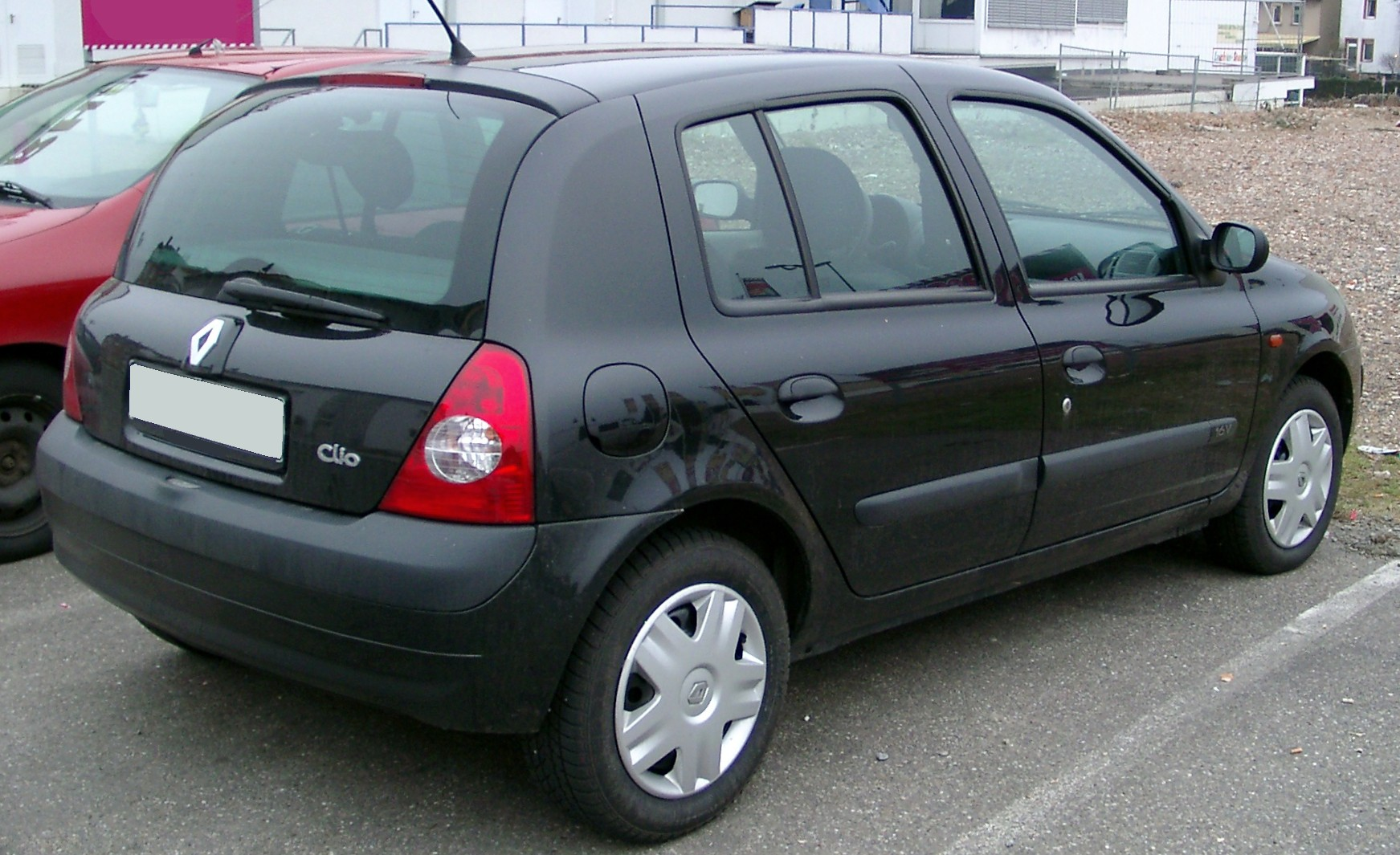
Heckansicht

Bei einer erneuten Aufwertung im Oktober 2003 zur Phase III blieben die optischen Veränderungen vergleichsweise unauffällig. Die Baureihe wurde optisch überarbeitet, um neue Ausstattungsvarianten, einen stärkeren Dieselmotor und motorenmäßig überarbeiteten Renault Clio Sport (2.0 16V, 179 PS) ergänzt.
Der Clio B war in verschiedenen Varianten verfügbar, unter anderem auch als Kompaktsportwagen mit 187 kW (V6-Zylinder-Mittelmotor), Hinterradantrieb und 6-Gang-Getriebe – mit der Bezeichnung Clio V6 24V.
Auch nach Einführung der dritten Generation im September 2005 war der Clio B als Sondermodell Campus weiterhin erhältlich. In Österreich wurde er unter dem Namen „Storia“ vertrieben.

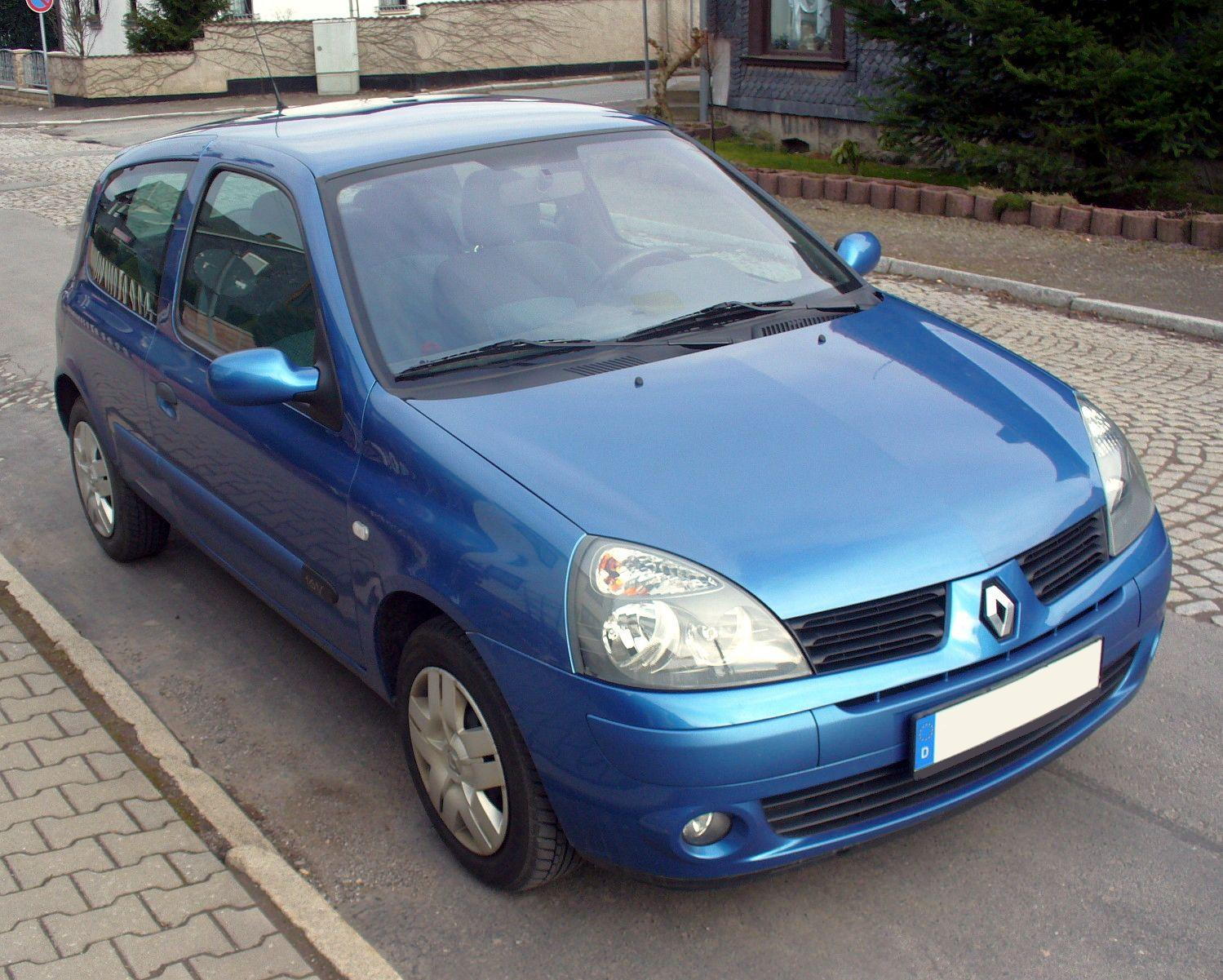
Renault Clio (2003–2006)
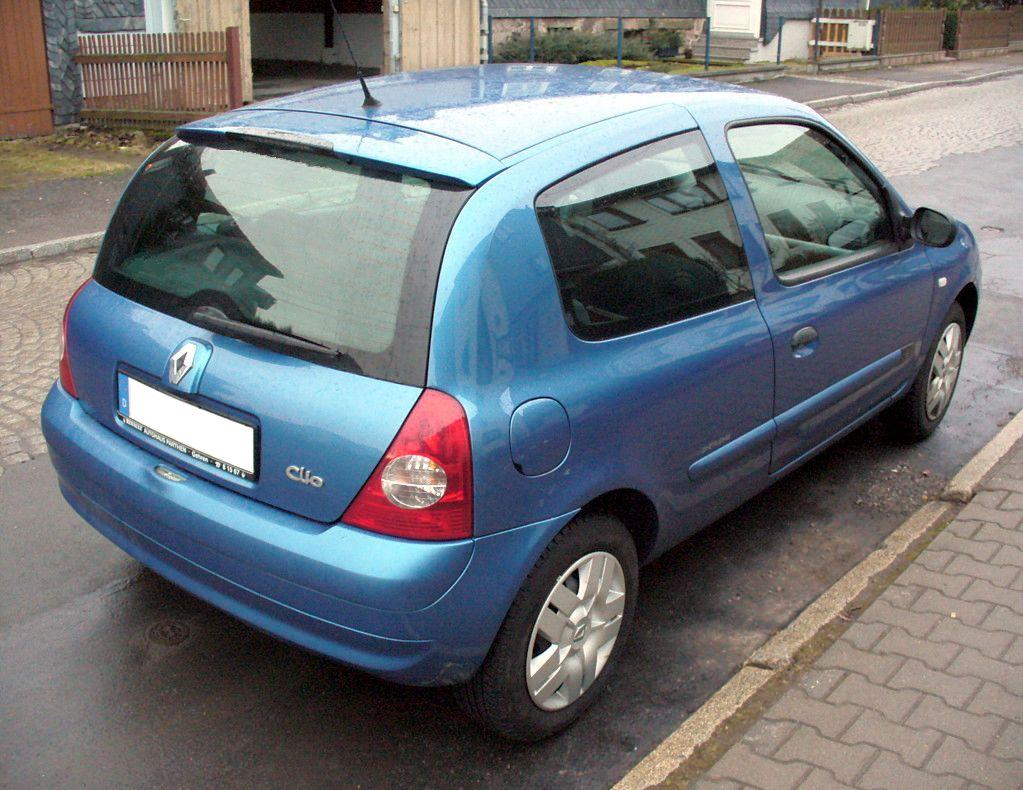
Heckansicht

Im September 2006 erhielt diese auf Phase III basierende Version ein Facelift (Phase IV). Unter anderem wurde die hintere Kennzeichenhalterung von der Heckklappe in den Stoßfänger versetzt. Der Clio Campus wurde parallel zum aktuellen Twingo II in den Renault-Werken Novo Mesto in Slowenien und Flins in Frankreich produziert.

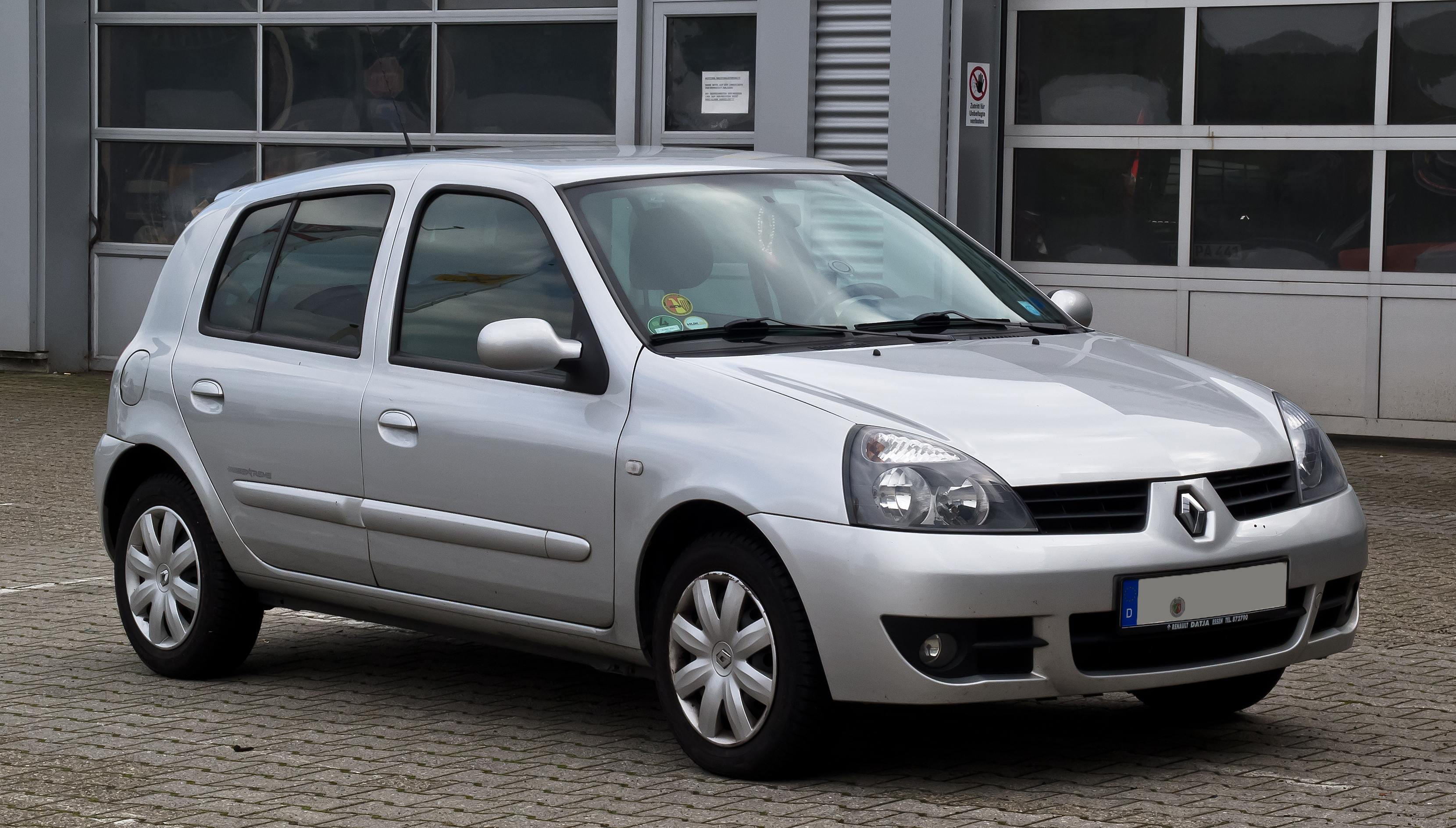
Renault Clio Campus (2006–2009)
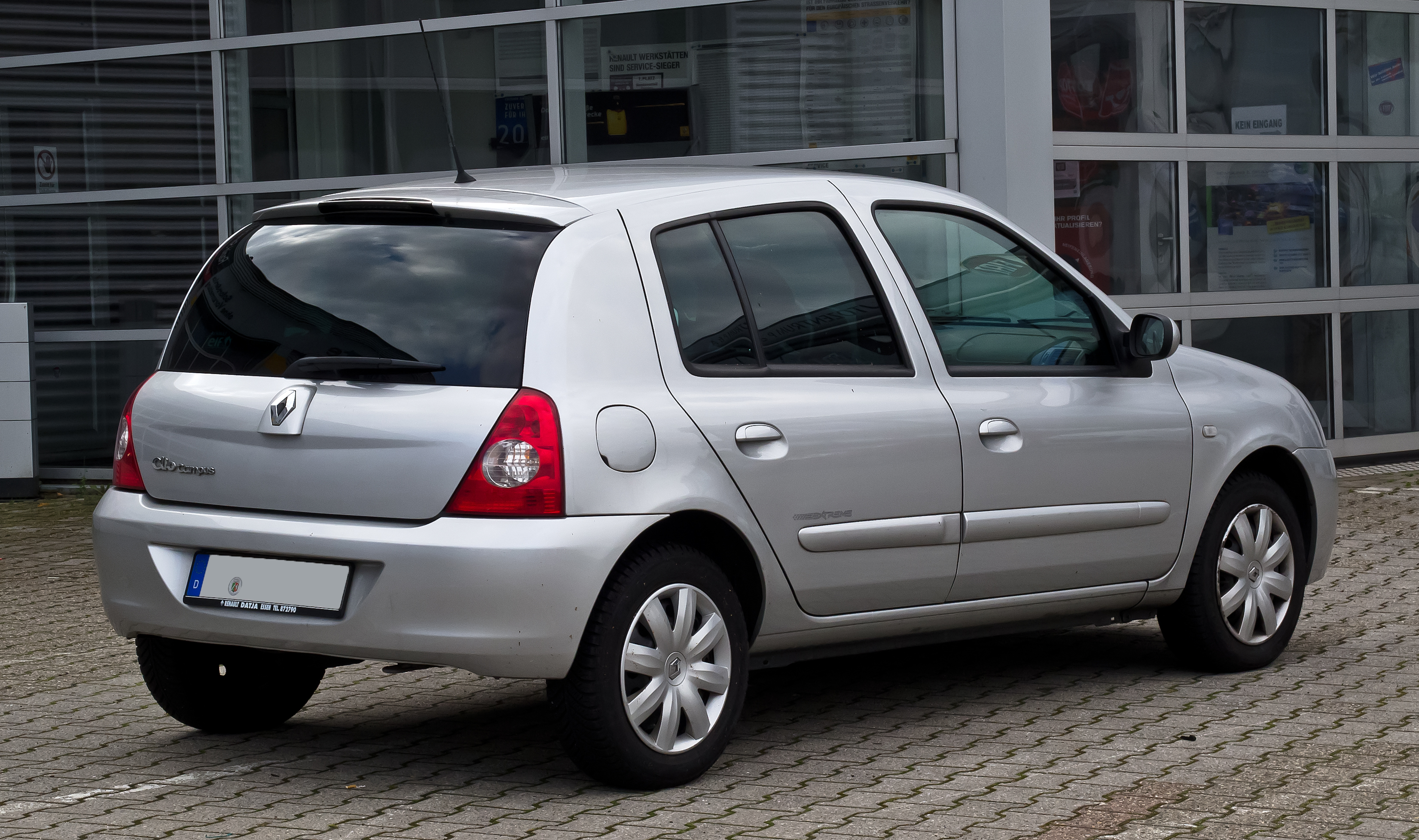
Heckansicht

Im Frühjahr 2009 gab es ein weiteres Facelift (Phase V) mit neu gestalteter Frontpartie, geänderten Ausstattungsvarianten und drei Motoren mit 43, 55 (1.2, Ottomotor) und 47 kW (1.5 dCi Turbodiesel).
Mit Erscheinen der vierten Generation wurde die Produktion in Europa nach 14 Jahren und über fünf Millionen produzierten Fahrzeugen im Herbst 2012 eingestellt. Im slowenischen Novo Mesto lief der letzte Clio der zweiten Generation am 4. Mai 2015 vom Band.

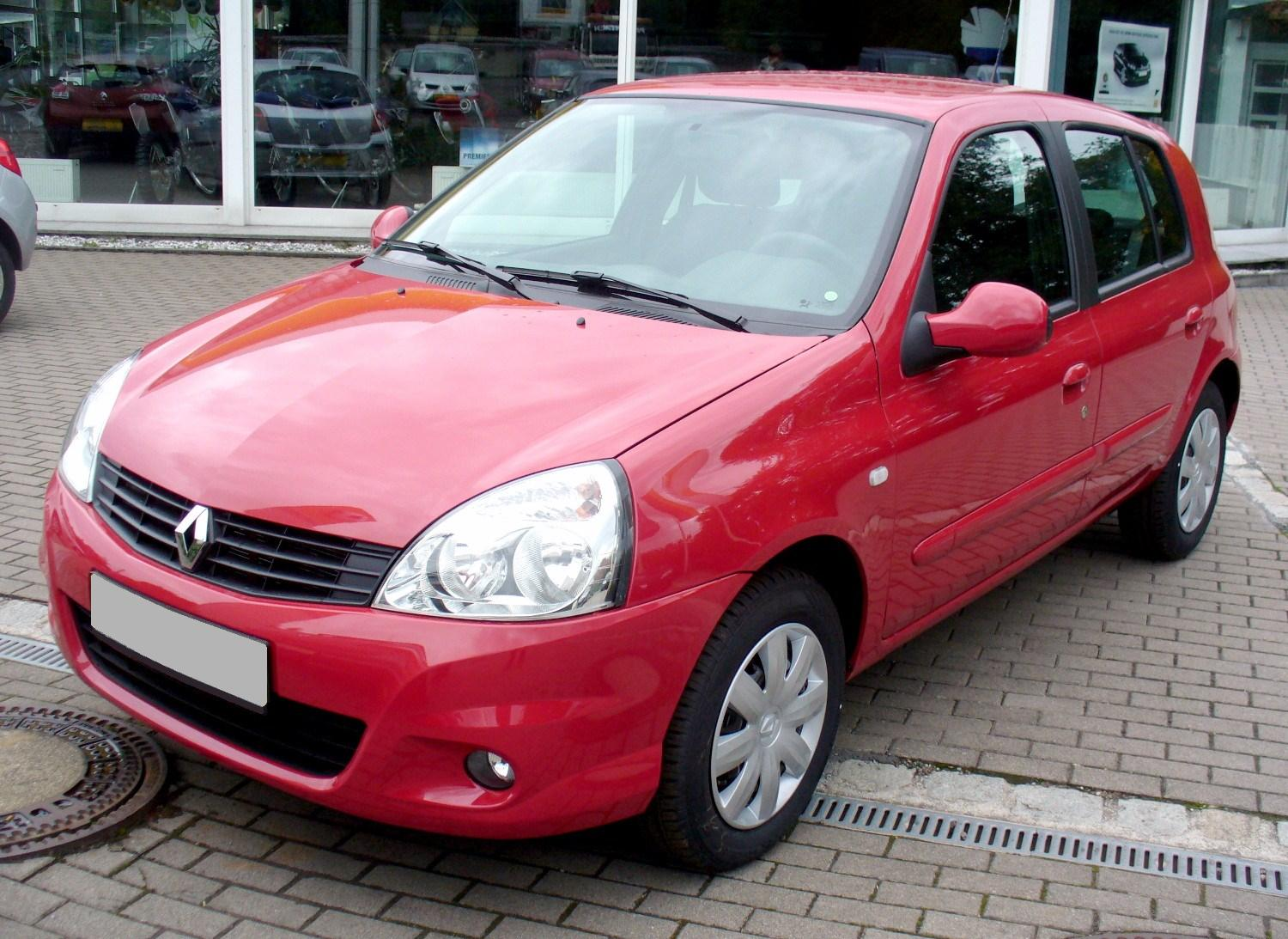
Renault Clio Campus (2009–2012)
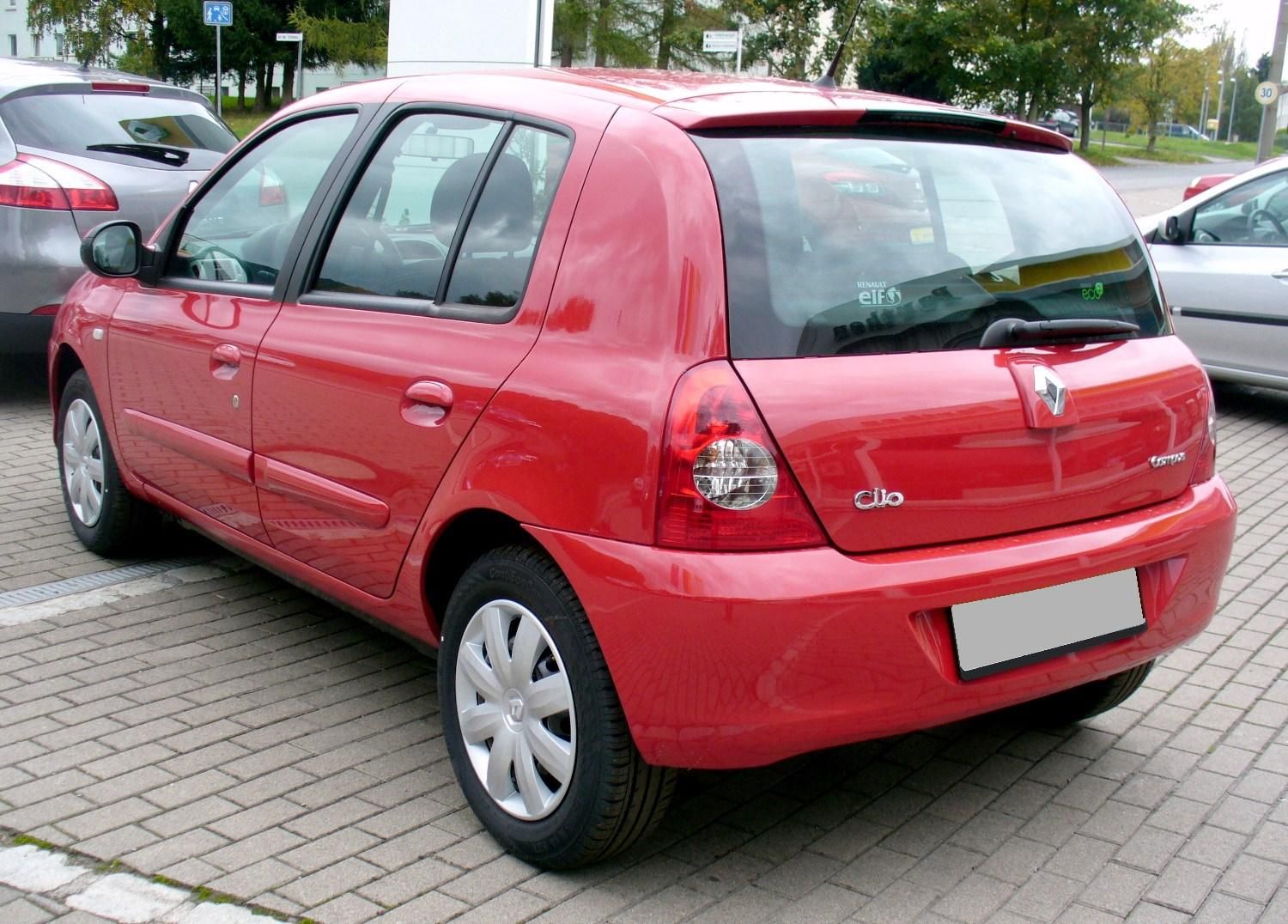
Heckansicht

In Curitiba (Brasilien) wird diese Generation nach einem weiteren Facelift weiterhin als günstiges Einstiegsmodell produziert.

## Ausstattungen
- Authentique (Grundausstattung)
- Expression (gehobene Grundausstattung)
- Privilège (helle, gehobene Ausstattung)
- Dynamique (dunkle, gehobene, sportliche Ausstattung, meist mit Aluzierteilen)
- Initiale Paris (graue Lederausstattung mit Velourseinsätzen, Licht-, Klima- und Scheibenwischerautomatik, Xenonlicht etc.)
- Sport (nur in Verbindung mit dem 2.0 16V; Sportsitze mit Teilleder/Alcantara, erste Modelle mit Motorhaube aus Aluminium, Licht-, Klima- und Scheibenwischerautomatik, Xenonlicht etc.)
- Zusätze: Comfort-Paket (elektr. Fensterheber etc.) oder Luxe-Paket (Klimaautomatik, Lichtautomatik etc. möglich)
- Extreme (Authentique+ Polsterstoff „Grey-Blue“, Bordcomputer, Außenspiegel in Wagenfarbe, Sportsitze und Lederlenkrad, Stoßfänger vorn „Sport“ mit Nebelscheinwerfer)
- Tech Run (Dynamique+ Polsterstoff „Grey-Blue“, Bordcomputer, manuelle Klimaanlage, Radio mit CD, Aluräder 15")
- Campus; einzig verbliebene Ausstattung, die im Frühjahr 2009 ein weiteres Facelift erhielt.

## Technische Daten

### Ottomotoren
|                                             | 1.2                      | 1.2 LPG                  | 1.2 16V                  | 1.4                        | 1.4 16V                    | 1.6                        | 1.6 16V                           | 2.0 16V Sport         | 2.0 16V Sport         |
| Bauzeitraum                                 | 09/1998–12/2012          | 2010–2011                | 06/2001–12/2012          | 09/1998–06/2001            | 10/1999–12/2005            | 09/1998–08/2000            | 09/1998–12/2005                   | 02/2000–01/2004       | 01/2004–12/2005       |
| Motorkenndaten                              |                          |                          |                          |                            |                            |                            |                                   |                       |                       |
| Motorkennung                                | D7F 720/726/746/ 764/766 | D7F 720/726/746/ 764/766 | D4F 706/712/714/ 722/728 | E7J 780                    | K4J 710/711/712/ 713       | K7M 744/745                | K4M 708/740/742/ 743/744/745/ 748 | F4R 730 F4R 736       | F4R 738               |
| Motortyp                                    | R4-Ottomotor             | R4-Ottomotor             | R4-Ottomotor             | R4-Ottomotor               | R4-Ottomotor               | R4-Ottomotor               | R4-Ottomotor                      | R4-Ottomotor          | R4-Ottomotor          |
| Anzahl Ventile pro Zylinder                 | 2                        | 2                        | 4                        | 2                          | 4                          | 2                          | 4                                 | 4                     | 4                     |
| Ventilsteuerung                             | OHC, Zahnriemen          | OHC, Zahnriemen          | OHC, Zahnriemen          | OHC, Zahnriemen            | DOHC, Zahnriemen           | OHC, Zahnriemen            | DOHC, Zahnriemen                  | DOHC, Zahnriemen      | DOHC, Zahnriemen      |
| Gemischaufbereitung                         | Saugrohreinspritzung     | Saugrohreinspritzung     | Saugrohreinspritzung     | Saugrohreinspritzung       | Saugrohreinspritzung       | Saugrohreinspritzung       | Saugrohreinspritzung              | Saugrohreinspritzung  | Saugrohreinspritzung  |
| Motoraufladung                              | –                        | –                        | –                        | –                          | –                          | –                          | –                                 | –                     | –                     |
| Kühlung                                     | Wasserkühlung            | Wasserkühlung            | Wasserkühlung            | Wasserkühlung              | Wasserkühlung              | Wasserkühlung              | Wasserkühlung                     | Wasserkühlung         | Wasserkühlung         |
| Bohrung × Hub                               | 69,0 mm × 76,8 mm        | 69,0 mm × 76,8 mm        | 69,0 mm × 76,8 mm        | 75,8 mm × 77,0 mm          | 79,5 mm × 70,0 mm          | 79,5 mm × 80,5 mm          | 79,5 mm × 80,5 mm                 | 82,7 mm × 93,0 mm     | 82,7 mm × 93,0 mm     |
| Hubraum                                     | 1149 cm³                 | 1149 cm³                 | 1149 cm³                 | 1390 cm³                   | 1390 cm³                   | 1598 cm³                   | 1598 cm³                          | 1998 cm³              | 1998 cm³              |
| Verdichtungsverhältnis                      | 9,6:1                    | k. A.                    | 9,8:1                    | 9,5:1                      | 10,0:1                     | 9,7:1                      | 10,0:1                            | 11,0:1                | 11,0:1                |
| max. Leistung bei min−1                     | 43 kW (58 PS) /5250      | 43 kW (58 PS) /5250      | 55 kW (75 PS) /5500      | 55 kW (75 PS) /5500        | 72 kW (98 PS) /6000        | 66 kW (90 PS) /5250        | 79 kW (107 PS) /5750              | 124 kW (169 PS) /6250 | 132 kW (180 PS) /6500 |
| max. Drehmoment bei min−1                   | 93 Nm /2500              | 88 Nm /2500              | 105 Nm /3500             | 114 Nm /4250               | 127 Nm /3750               | 131 Nm /2500               | 148 Nm /3750                      | 200 Nm /5400          | 200 Nm /5250          |
| Kraftübertragung                            |                          |                          |                          |                            |                            |                            |                                   |                       |                       |
| Antrieb                                     | Vorderradantrieb         | Vorderradantrieb         | Vorderradantrieb         | Vorderradantrieb           | Vorderradantrieb           | Vorderradantrieb           | Vorderradantrieb                  | Vorderradantrieb      | Vorderradantrieb      |
| Getriebe, serienmäßig                       | 5-Gang-Schaltgetriebe    | 5-Gang-Schaltgetriebe    | 5-Gang-Schaltgetriebe    | 5-Gang-Schaltgetriebe      | 5-Gang-Schaltgetriebe      | 5-Gang-Schaltgetriebe      | 5-Gang-Schaltgetriebe             | 5-Gang-Schaltgetriebe | 5-Gang-Schaltgetriebe |
| Getriebe, optional                          | –                        | –                        | –                        | 4-Stufen-Automatikgetriebe | 4-Stufen-Automatikgetriebe | 4-Stufen-Automatikgetriebe | 4-Stufen-Automatikgetriebe        | –                     | –                     |
| Messwerte                                   |                          |                          |                          |                            |                            |                            |                                   |                       |                       |
| Höchstgeschwindigkeit                       | 160 km/h                 | 160 km/h                 | 170 km/h                 | 170 km/h (165 km/h)        | 185 km/h (181 km/h)        | 181 km/h (175 km/h)        | 195 km/h (188 km/h)               | 220 km/h              | 222 km/h              |
| Beschleunigung, 0–100 km/h                  | 15,0 s                   | 15,0 s                   | 13,0 s                   | 12,1 s (14,8 s)            | 10,5 s (12,9 s)            | 10,6 s (12,9 s)            | 9,6 s (10,5 s)                    | 7,3 s                 | 7,1 s                 |
| Kraftstoffverbrauch auf 100 km (kombiniert) | 6,0 l S                  | 7,3 kg LPG               | 5,9 l S                  | 6,8 l S (7,4 l S)          | 6,7 l S (7,3 l S)          | 7,2 l S (7,6 l S)          | 7,0 l S (7,4 l S)                 | 7,9 l SP              | 8,1 l SP              |

1. ↑  Werte in runden Klammern („( )“) für Automatikgetriebe.

- Die Verfügbarkeit der Motoren war von Modell, Ausstattung und Markt abhängig.

### Dieselmotoren
|                                             | 1.5 dCi                  | 1.5 dCi                  | 1.5 dCi                  | 1.5 dCi                    | 1.5 dCi                    | 1.9 d                   | 1.9 dTi               |
| Bauzeitraum                                 | 06/2005–12/2012          | 06/2001–08/2004          | 08/2004–06/2005          | 06/2001–12/2005            | 01/2004–12/2005            | 09/1998–06/2001         | 12/1999–06/2001       |
| Motorkenndaten                              |                          |                          |                          |                            |                            |                         |                       |
| Motorkennung                                | K9K 740                  | K9K 700/704              | K9K 714                  | K9K 702                    | K9K 712                    | F8Q 630/632             | F9Q 780               |
| Motortyp                                    | R4-Dieselmotor           | R4-Dieselmotor           | R4-Dieselmotor           | R4-Dieselmotor             | R4-Dieselmotor             | R4-Dieselmotor          | R4-Dieselmotor        |
| Anzahl Ventile pro Zylinder                 | 2                        | 2                        | 2                        | 2                          | 2                          | 2                       | 2                     |
| Ventilsteuerung                             | OHC, Zahnriemen          | OHC, Zahnriemen          | OHC, Zahnriemen          | OHC, Zahnriemen            | OHC, Zahnriemen            | OHC, Zahnriemen         | OHC, Zahnriemen       |
| Gemischaufbereitung                         | Common-Rail-Einspritzung | Common-Rail-Einspritzung | Common-Rail-Einspritzung | Common-Rail-Einspritzung   | Common-Rail-Einspritzung   | Vorkammer- einspritzung | Direkt- einspritzung  |
| Motoraufladung                              | Turbolader               | Turbolader               | Turbolader               | Turbolader, Ladeluftkühler | Turbolader, Ladeluftkühler | –                       | Turbolader            |
| Kühlung                                     | Wasserkühlung            | Wasserkühlung            | Wasserkühlung            | Wasserkühlung              | Wasserkühlung              | Wasserkühlung           | Wasserkühlung         |
| Bohrung × Hub                               | 76,0 × 80,5 mm           | 76,0 × 80,5 mm           | 76,0 × 80,5 mm           | 76,0 × 80,5 mm             | 76,0 × 80,5 mm             | 80,0 × 93,0 mm          | 80,0 × 93,0 mm        |
| Hubraum                                     | 1461 cm³                 | 1461 cm³                 | 1461 cm³                 | 1461 cm³                   | 1461 cm³                   | 1870 cm³                | 1870 cm³              |
| Verdichtungsverhältnis                      | 18,8:1                   | 18,8:1                   | 18,8:1                   | 18,8:1                     | 18,8:1                     | 21,5:1                  | 18,3:1                |
| max. Leistung bei min−1                     | 47 kW (64 PS) /4000      | 48 kW (65 PS) /4000      | 50 kW (68 PS) /4000      | 60 kW (82 PS) /4000        | 74 kW (101 PS) /4000       | 47 kW (64 PS) /4500     | 59 kW (80 PS) /4000   |
| max. Drehmoment bei min−1                   | 160 Nm /1900             | 160 Nm /2000             | 160 Nm /1500             | 185 Nm /2000               | 200 Nm /1900               | 120 Nm /2250            | 160 Nm /2000          |
| Kraftübertragung                            |                          |                          |                          |                            |                            |                         |                       |
| Antrieb                                     | Vorderradantrieb         | Vorderradantrieb         | Vorderradantrieb         | Vorderradantrieb           | Vorderradantrieb           | Vorderradantrieb        | Vorderradantrieb      |
| Getriebe                                    | 5-Gang-Schaltgetriebe    | 5-Gang-Schaltgetriebe    | 5-Gang-Schaltgetriebe    | 5-Gang-Schaltgetriebe      | 5-Gang-Schaltgetriebe      | 5-Gang-Schaltgetriebe   | 5-Gang-Schaltgetriebe |
| Messwerte                                   |                          |                          |                          |                            |                            |                         |                       |
| Höchstgeschwindigkeit                       | 162 km/h                 | 163 km/h                 | 163 km/h                 | 175 km/h                   | 185 km/h                   | 161 km/h                | 174 km/h              |
| Beschleunigung, 0–100 km/h                  | 15,0 s                   | 15,0 s                   | 14,4 s                   | 12,2 s                     | 10,6 s                     | 15,4 s                  | 12,8 s                |
| Kraftstoffverbrauch auf 100 km (kombiniert) | 4,3 l D                  | 4,3 l D                  | 4,3 l D                  | 4,2 l D                    | 4,3 l D                    | 6,0 l D                 | 5,2 l D               |

1. ↑  dCi = Diesel Common-Rail Injection (Turbo & Common-Rail-Einspritzung)
2. ↑  dTi = Direct Turbo Injection (Diesel, Einspritzung)

- Die Verfügbarkeit der Motoren war von Modell, Ausstattung und Markt abhängig.

## Abgeleitete Modelle

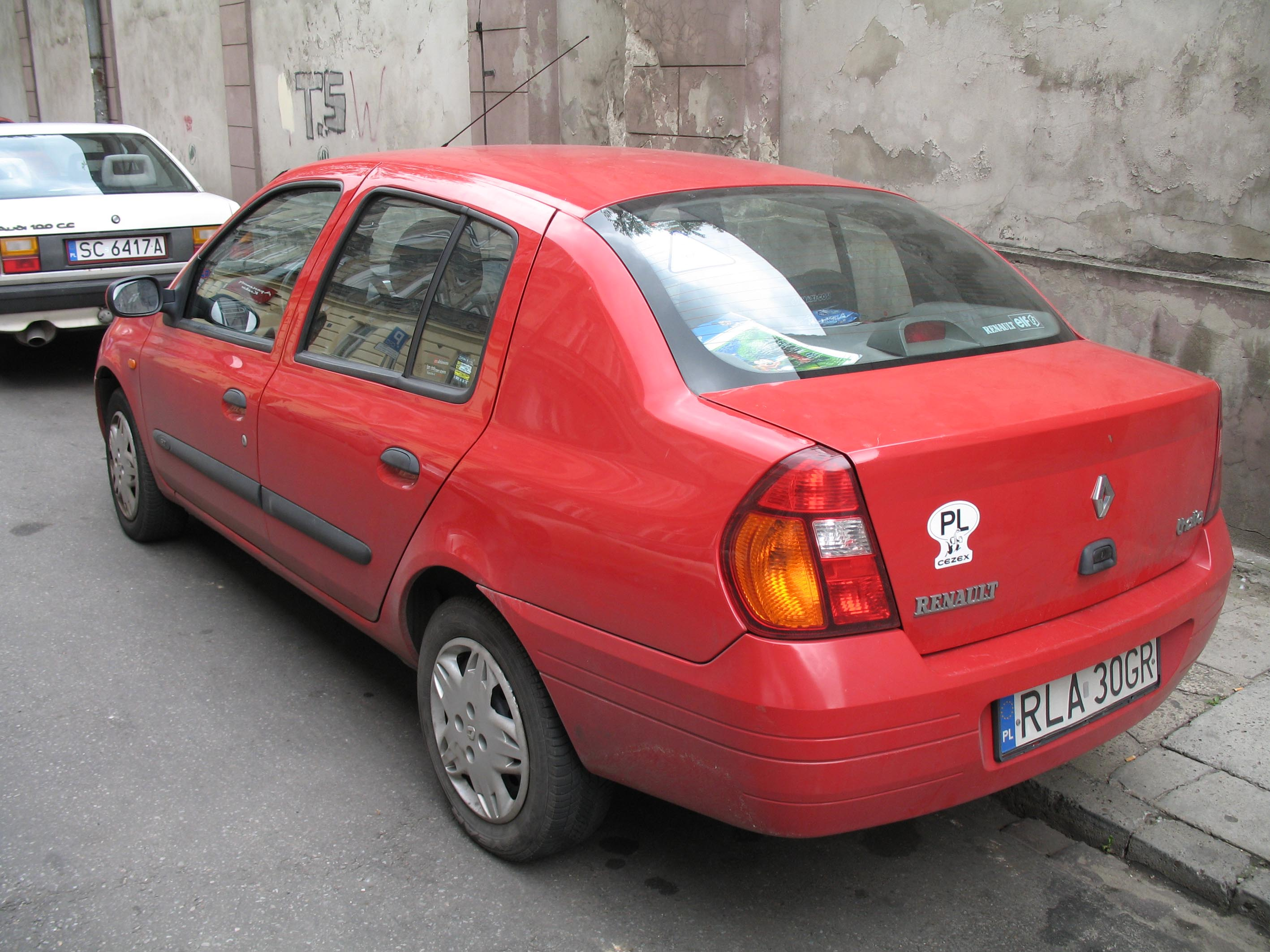
Renault Thalia (1999–2002)

### Stufenheck
Auf dem internationalen Markt hat sich seit Mitte 1999 eine Stufenhecklimousine auf Basis der zweiten Generation durchgesetzt. Je nach Markt war dieser in verschiedenen Motorisierungen und Ausstattungsvarianten sowie unter verschiedenen Modellnamen erhältlich.
Anfang 2002 erhielt das Fahrzeug ein Facelift, wobei die Front an der im Frühjahr 2001 überarbeiteten in Europa angebotenen Clio-Version angepasst wurde.
2008 wurde das Modell dann auf den meisten Märkten durch eine zweite Generation ersetzt, welche keine optische Ähnlichkeit mit dem Clio III aufweist.

### Clio V6 24V
Als im Herbst 1998 der Clio V6 24V auf dem Pariser Automobilsalon als Konzeptstudie vorgestellt wurde, war das Interesse so groß, dass man sich entschied, das Sondermodell zu bauen. Entwickelt wurde es von Renault in Zusammenarbeit mit Tom Walkinshaw Racing (TWR).
Der Clio V6 24V hat einen 3,0-Liter-V6-Mittelmotor mit Vierventiltechnik. Durch die geänderte Motoranordnung wurde der Clio zum Zweisitzer; die Rücksitze entfielen. Die erste Generation hat eine Leistung von 166 kW (226 PS) und erreicht eine Höchstgeschwindigkeit von 235 km/h.
Die Ende 2002 eingeführte zweite Generation hat eine Leistung von 187 kW (254 PS) und erreicht eine Höchstgeschwindigkeit von 250 km/h. Insgesamt wurden 2.935 Exemplare produziert.
Diese Versionen wurden im schwedischen Uddevalla bei TWR (erste Generation) bzw. bei Alpine in Dieppe (zweite Generation) „weitgehend von Hand“ endmontiert. Dabei wurde, unter anderem, die Karosserie im Heckbereich aufgeschnitten und um einen Hilfsrahmen ergänzt, welcher den V6-Motor aufnimmt. Die verwendete Hinterachskonstruktion basiert auf einer Vorderachse. Der Neupreis der ersten Generation lag in Deutschland bei 38.500 Euro und bei der nachfolgenden Generation bei 39.900 Euro. Fahrzeuge der Phase 1 und Phase 2 unterscheiden sich nicht nur in Optik und Motorleistung, auch das Fahrwerk wurde überarbeitet und der Radstand verlängert, da die Wagen der Phase 1 im Grenzbereich mitunter unberechenbar reagierten.
Aufgrund des Konzepts, einen Mittelmotor-Sportwagen auf Basis eines frontgetriebenen Kleinwagens zu entwickeln, kann der Clio V6 24V als Nachfolger des Renault 5 Turbo gelten.

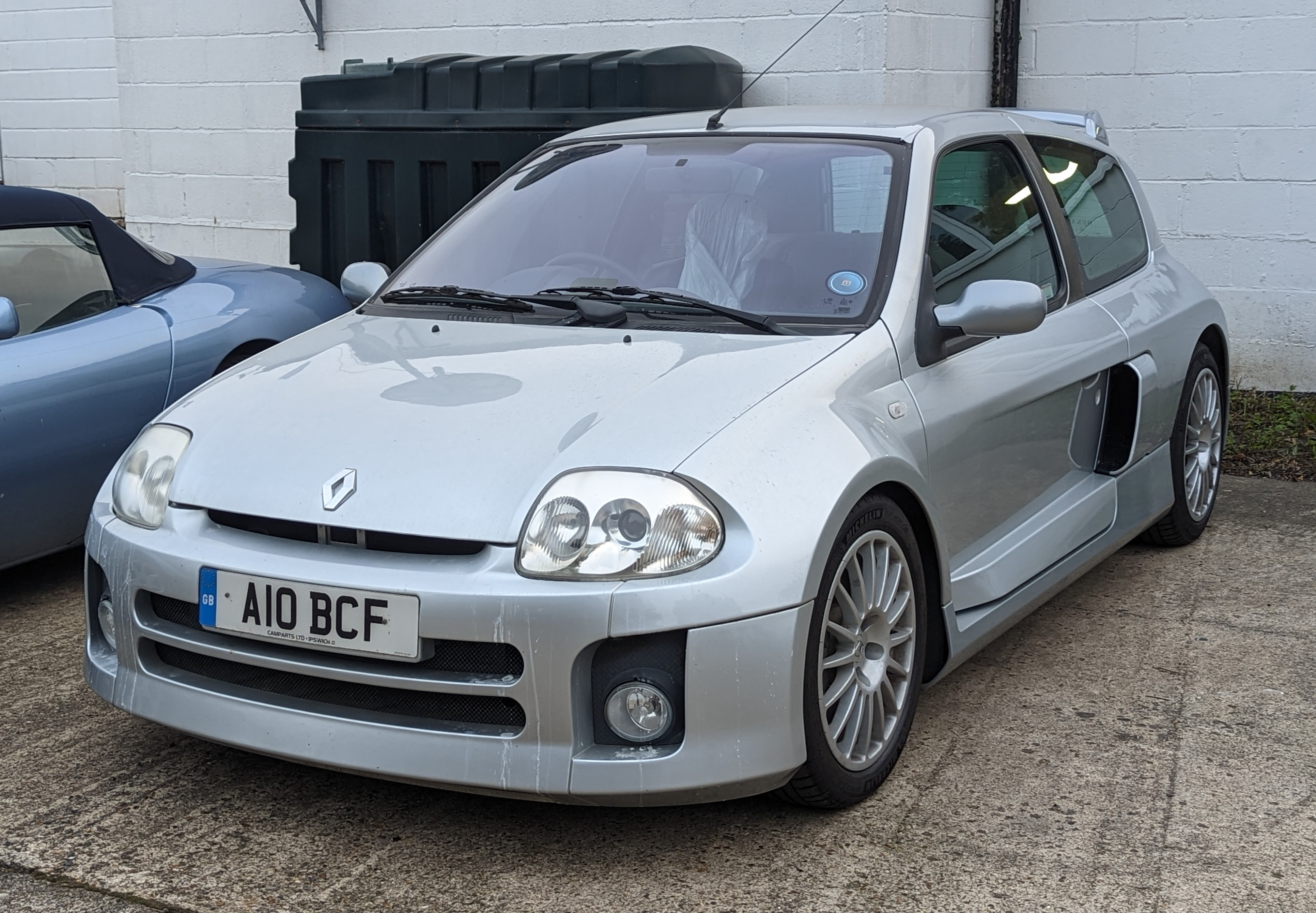
Renault Clio V6 Phase I (2000–2002)
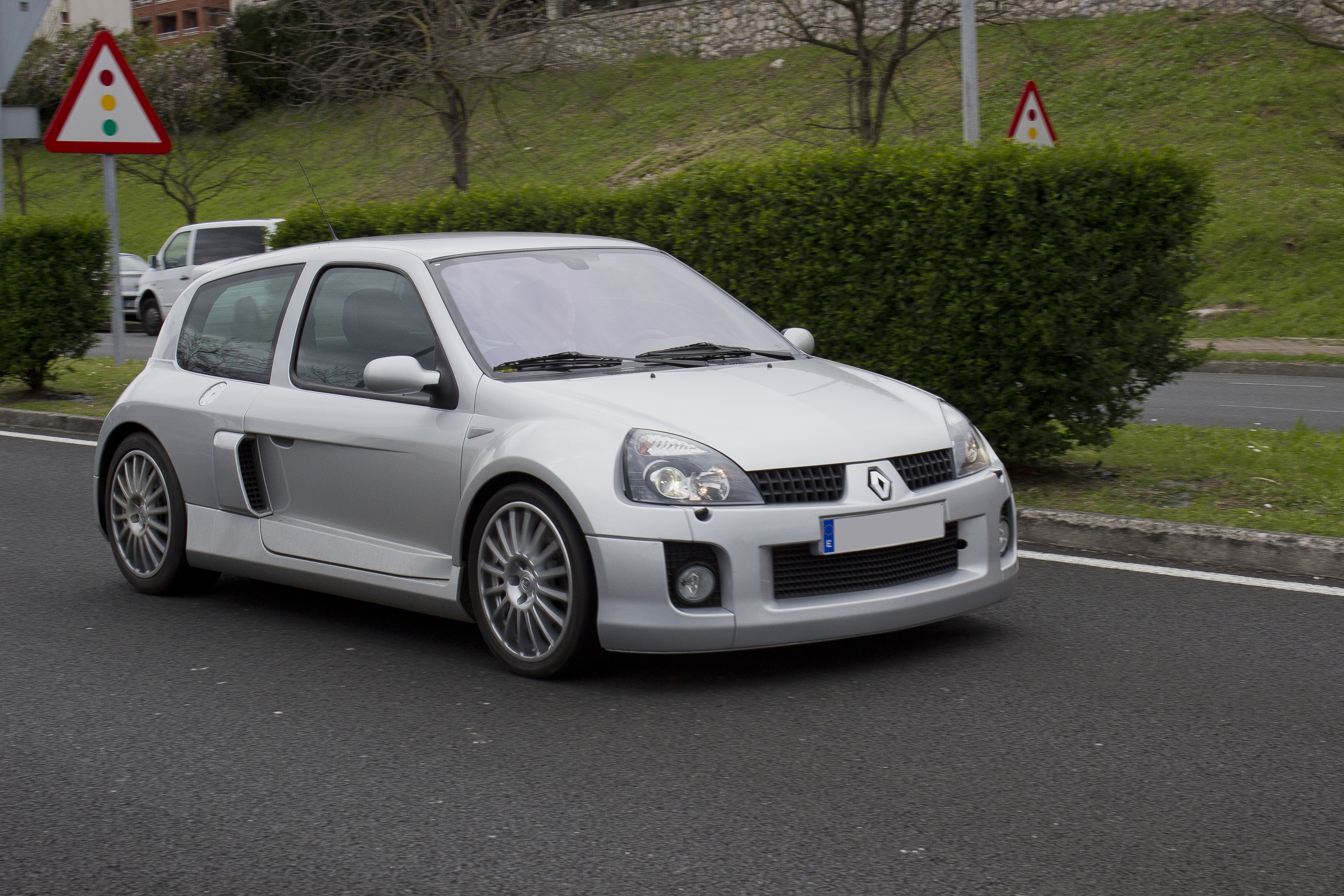
Renault Clio V6 Phase II (2002–2005)
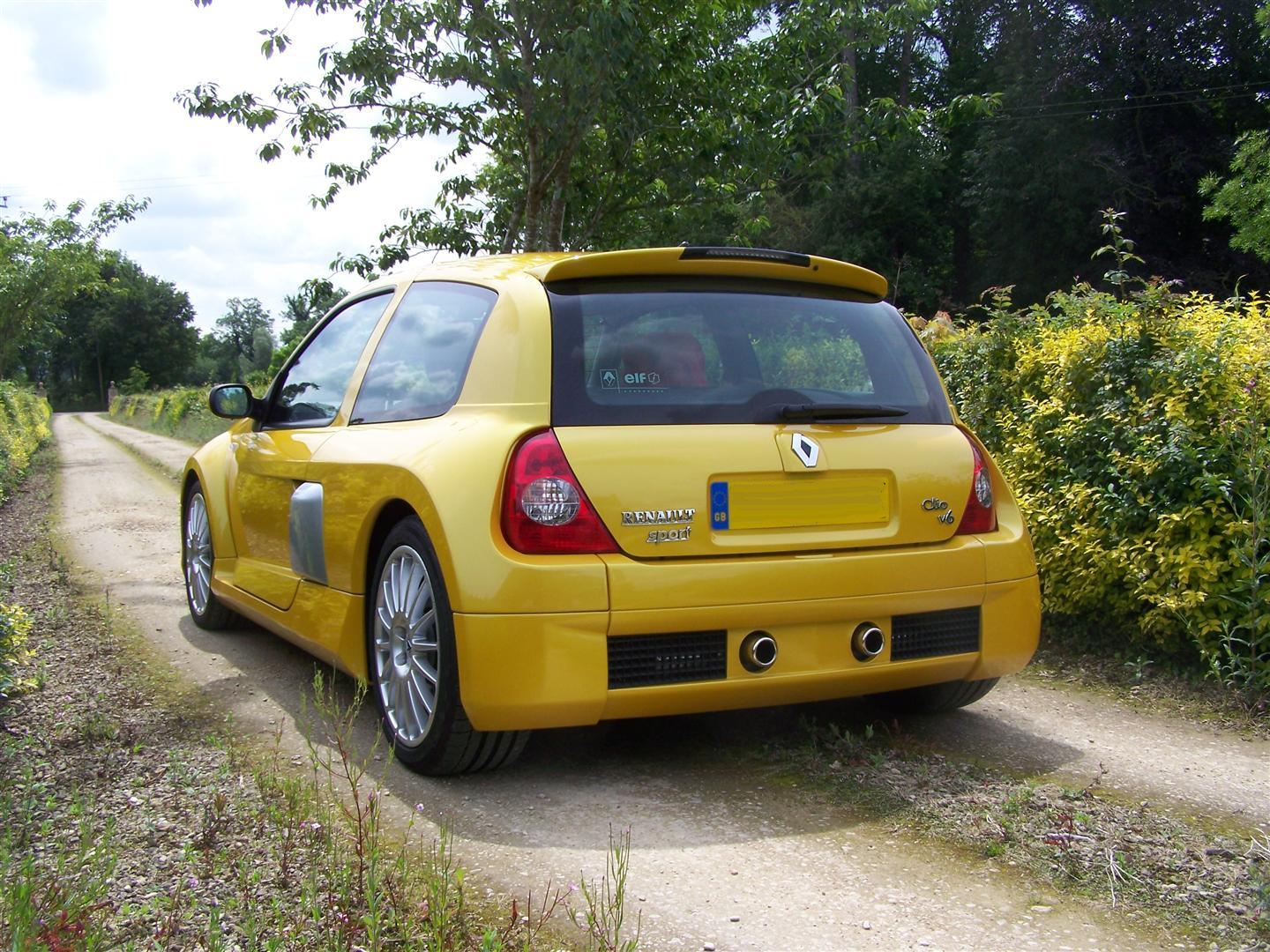
Heckansicht

#### Technische Daten
|                                             | 3.0 V6                |                       |
| Bauzeitraum                                 | 11/2000–12/2002       | 12/2002–12/2005       |
| Motorkenndaten                              |                       |                       |
| Motorkennung                                | L7X 760               | L7X 762               |
| Motortyp                                    | V6-Ottomotor          | V6-Ottomotor          |
| Anzahl Ventile pro Zylinder                 | 4                     | 4                     |
| Ventilsteuerung                             | 2 × DOHC, Zahnriemen  | 2 × DOHC, Zahnriemen  |
| Gemischaufbereitung                         | Saugrohreinspritzung  | Saugrohreinspritzung  |
| Motoraufladung                              | –                     | –                     |
| Kühlung                                     | Wasserkühlung         | Wasserkühlung         |
| Bohrung × Hub                               | 87,0 × 82,6 mm        | 87,0 × 82,6 mm        |
| Hubraum                                     | 2946 cm³              | 2946 cm³              |
| Verdichtungsverhältnis                      | 11,4:1                | 11,4:1                |
| max. Leistung bei min−1                     | 166 kW (226 PS)/6000  | 187 kW (254 PS)/7150  |
| max. Drehmoment bei min−1                   | 300 Nm/3750           | 300 Nm/4650           |
| Kraftübertragung                            |                       |                       |
| Antrieb                                     | Hinterradantrieb      | Hinterradantrieb      |
| Getriebe                                    | 6-Gang-Schaltgetriebe | 6-Gang-Schaltgetriebe |
| Messwerte                                   |                       |                       |
| Höchstgeschwindigkeit                       | 235 km/h              | 250 km/h              |
| Beschleunigung, 0–100 km/h                  | 6,4 s                 | 5,8 s                 |
| Kraftstoffverbrauch auf 100 km (kombiniert) | 11,2 l SP             | 11,9 l SP             |